# Gnophos bezenguis
Gnophos bezenguis là một loài bướm đêm trong họ Geometridae.